# Autorité unitaire (Angleterre)
Pour les articles homonymes, voir Autorité unitaire.
 (mai 2018).
Si vous disposez d'ouvrages ou d'articles de référence ou si vous connaissez des sites web de qualité traitant du thème abordé ici, merci de compléter l'article en donnant les références utiles à sa vérifiabilité et en les liant à la section « Notes et références ».
Une autorité unitaire (en anglais : unitary authority) est une forme d'administration territoriale que l'on trouve au Royaume-Uni,.
Ce sont des divisions administratives mises en place en Angleterre et au pays de Galles par le Local Government Act 1992 et en Écosse par le Local Government etc. (Scotland) Act 1994. Elles forment des administrations locales et sont responsables de décisions dans leurs domaines de compétence sur l'ensemble de leur territoire. En Angleterre, elles sont au nombre de 58 en 2021.
Cette organisation administrative est opposée aux administrations locales à deux niveaux qui existent encore dans la majeure partie de l'Angleterre, où l'on trouve les comtés et les districts.